# Carl Olof Furtenbach
Carl Olof Furtenbach, född 6 maj 1792 i Skellefteå socken, död 17 februari 1844 i Böle, Skellefteå socken, var en svensk gruvdelägare och possessionat.  

## Biografi
Furtenbach var son till häradshövdingen Carl Jöran Furtenbach och Märta Helena Örnberg. Fadern avled 1792 och modern 1799 varefter syskonen togs om hand av kusinen Carl Fredrik Furtenbach.
Åren 1808 till 1815 studerade han i Uppsala, varav några terminer vid Uppsala universitet där han studerade naturvetenskap. Han gifte sig 1815 med Brita Catarina Lundberg  från Piteå. I äktenskapet föddes tre barn, Clara Margaretha (f. 1822), Johan Olof (f. 1830) och Maria Charlotta Furtenbach (f. 1836). Den yngsta dottern avled i början av 1837.
Han var bosatt i Strömsörs herrgård som uppförts av fadern. Gården tvingades han sälja 1836.

## Karriär
Furtenbach var förmögen genom arv och ägnade sig främst åt jordbruk och affärer i lappmarken. Den 16 november 1833 var han, tillsammans med bland andra Nils Clausén med och grundade Näsbergs grufve bolag, som startade en gruva i Näsberget. I samband med anläggandet av gruvan bildades anlades nybyggena Snipp, Snapp, Snorum, Hej och Basalorum. Det har spekulerats i att det var Furtenbach som namngav dessa nybyggen. Furtenbach var den som utförde provsprängningarna inför Eric Lindemarks ansökan om mutsedel för Moröns silvergruva och det sägs även att han var delaktig i gruvan på andra sätt. Detta har dock inte kunnat styrkas. Vidare sägs även att han var delaktig Nasafjälls silververk.  
Furtenbachs investeringar slutade illa och han blev tvungen att sälja sina hemman i Norrböle by. Han behöll dock bland annat ett hemman i Fällbäcken. Inför anläggandet av Skellefteå stad var det dock han som införskaffade marken som staden skulle anläggas på, hemmanen Norrböle 6 och 8.